# 绒毛小叶红豆
绒毛小叶红豆（学名：Ormosia microphylla var. tomentosa）为豆科红豆属下的一个变种。

## 扩展阅读
- 維基物種上的相關：绒毛小叶红豆